# Tradition, famille et propriété
Tradition, famille et propriété (abrégé TFP) est une organisation internationale militante de conservateurs se présentant comme des catholiques défenseurs des valeurs chrétiennes traditionnelles. Fondée en 1960 par Plinio Corrêa de Oliveira, un professeur brésilien, elle s'est développée en Europe, aux États-Unis et en Amérique du Sud.
L’association n'est cependant pas reconnue par la hiérarchie catholique dans plusieurs pays du monde (Brésil, France…). Diverses conférences épiscopales ont ainsi mis en garde dans les années 1980 contre une association qu'elles considèrent comme sectaire.
En France, ses activités consistent essentiellement dans le publipostage, après l'échec de la création d'une école dans les années 1980, à la suite de soupçons d'embrigadement sectaire.

## Doctrine et activités
La société française pour la défense de la Tradition, Famille et Propriété  se présente sur son site comme une association ayant pour but de « promouvoir dans l'opinion publique les valeurs fondamentales de la civilisation chrétienne qui forment sa devise, et de combattre la révolution culturelle athée, immorale et socialiste qui vise à les saper », et veut combattre « l'expansion du mouvement révolutionnaire dont le socialo-communisme et l'anarchisme soixante-huitard ». L'organisation se réfère à l'ouvrage Révolution et Contre-Révolution, publié en 1959 par Plinio Corrêa de Oliveira.
La doctrine de l'association diverge de celle de l'Église catholique, notamment en ce qui concerne la politique et la société : elle ne se réfère pas du tout, par exemple, à la doctrine sociale de l'Église telle qu'elle a été développée par les papes depuis l'encyclique fondatrice Rerum novarum publiée par Léon XIII en 1891. En outre, son action semble être essentiellement politique : ainsi, au Brésil, l'organisation a été très active à propos du projet de réforme agraire dans les années 2000. Elle s'est placée aux côtés des grands propriétaires terriens, les fazendeiros, contre le Mouvement des sans-terre ; cette lutte s'est doublée d'un combat contre le contrôle des armes. 
En outre, Plinio Corrêa de Oliveira a développé une lecture mystique de l'histoire fondée sur sa propre lecture des apparitions de Fatima, d'après lesquelles il annonçait la venue prochaine de l'Apocalypse, surnommée la "Bagarre". Il considérait qu'elle serait le fruit de divers éléments, incluant une hécatombe thermonucléaire, des cataclysmes naturels, des guerres civiles, des conflits internationaux et des infestations maléfiques.  

### Organisation et activités en France
La TFP se présente comme une association de laïcs catholiques. Elle a été déclarée en 1975 à la préfecture des Hauts-de-Seine (loi de 1901). Au regard de la loi civile, la TFP est donc constituée en association à but non lucratif.
Concrètement en France, l'association TFP ou une association liée (Avenir de la Culture, Droit de naître...) communiquent par le publipostage et récoltent ainsi les fonds nécessaires à leur action. Cette pratique suscite parfois des réactions de méfiance de laïcs et même du clergé local. Les courriers sont souvent accompagnés d'une médaille dite miraculeuse, ce qui conduit le sanctuaire de la Rue du Bac à rappeler régulièrement que l'association n'a aucun lien avec le sanctuaire,. L'activité rapporterait trois millions d'euros par an.
Les publications couvrent différents thèmes comme le culte de la Sainte Vierge, la dénonciation de l'avortement ou de la pornographie.
TFP a acquis un château à Châteauneuf-en-Thymerais dans un domaine de 2,35 ha, estimé en 2002 à cinq millions de francs.

## Mouvement sectaire

### En Amérique du Sud
Dès 1984, l'évêque de Campos, Antonio de Castro Mayer, met en garde ses fidèles contre l'association qu'il qualifie de "secte hérétique". 
En 1986, la conférence des évêques du Brésil avertit très sérieusement ses fidèles contre cette association, dans un rapport de 32 pages indiquant qu'elle n'était en communion ni avec la hiérarchie catholique locale, ni avec le pape. Le texte soulignait la nature ésotérique de l'association et indiquait l'existence d'un culte rendu au fondateur et à sa mère comme des éléments problématiques à leurs yeux.  

### En France

#### L'affaire de l'école Saint-Benoît
En 1977, la TFP fonde une école dans le Berry. Les parents et les prêtres qui y officiaient constatent rapidement que l'école sert en fait de centre de recrutement pour l'association et l'établissement est fermé deux ans après. Un procès oppose ensuite les responsables de l'école et les propriétaires des bâtiments qui considèrent avoir été trompés par les fondateurs. Le tribunal de grande instance de Châteauroux, par un jugement rendu le 25 août 1982, donne raison aux propriétaires, indiquant que "le personnel d’encadrement de l’interne composé pour la plupart de Brésiliens exerçait sur les jeunes élèves une sorte d’action psychologique les incitant (…) à devenir les adeptes militants d’une certaine association étrangère (…) trompant ainsi délibérément les bailleurs et ayant à leur égard un comportement fautif ".

#### Qualification de "secte"
Dès 1989, la conférence des évêques de France met en garde ses fidèles contre un mouvement qui dénigre la hiérarchie catholique et instille, notamment aux plus jeunes, l'idée que l'association TFP est seule détentrice de la vérité. Cette mise en garde est renouvelée deux ans plus tard par Jean-Michel Di Falco, alors porte-parole de la conférence. La même année 1991, le père Jacques Trouslard, dans un article sur les sectes, qualifie la TFP de "modèle du genre".
La commission d'enquête parlementaire de 1995 considère également le mouvement comme un « mouvement sectaire ». La TFP a rappelé qu'elle se présente comme une association de laïcs catholiques et a particulièrement critiqué le fait que ce rapport parlementaire ne puisse pas être rectifié. La même année, Jean Vernette, spécialiste des phénomènes sectaires, rapporte à son tour des éléments inquiétants : "les membres prononcent vœu d'obéissance au leader, objet d'un certain culte car on lui attribue parfois le charisme d'inerrance et de prophétie". 
La Miviludes (ancienne MILS) a fait allusion à cette association dans son rapport annuel de 2006. L'accusation de sectarisme est indirecte dans ce rapport, le mot secte ne faisant pas partie de la terminologie de la Miviludes. L'association a répondu par une lettre ouverte au Premier ministre demandant la dissolution de la Miviludes. 
Le 10 février 2009, à la suite d'une question au gouvernement du député du Vaucluse Thierry Mariani, le ministre de l'Intérieur a précisé : « À ce jour, les agissements des membres de l'association Tradition, Famille, Propriété n'ont jamais fait l'objet de procédures judiciaires et ne peuvent être qualifiés de dérives sectaires constituant des agissements susceptibles d'être pénalement sanctionnés. »

## Procédures judiciaires

### Contre deux diocèses français
Deux diocèses français ont repris dans leur communication un article de l'Evénement du jeudi qualifiant l'association Tradition, famille, propriété d'organisation d'extrême droite et indiquant qu'elle avait participé à la répression politique au Brésil, en Argentine et au Chili, avant de soutenir l'apartheid en Afrique du Sud. L'association française Tradition, famille, propriété ainsi que son émanation Avenir de la Culture ont attaqué les deux diocèses français, avant de se désister devant la solidité de la défense. Les deux associations ont été finalement condamnées aux dépens et à payer 6000 F aux diocèses qu'elles avaient attaqués le 23 janvier 1998 par le tribunal de grande instance de Lons-le-Saunier. 

### Contre TF1 en 2001
TF1 avait gravement critiqué l'association lors d'un reportage publié le 24 janvier 2007, la qualifiant notamment d' "association sectaire", qui se serait rendue coupable d' « escroquerie » en sollicitant des dons de personnes vulnérables auxquelles elle a adressé des médailles miraculeuses. la TFP a alors porté plainte pour diffamation et a obtenu 2 500 euros de dommages et intérêts. La TFP a également demandé la publication d'un droit de réponse, dans lequel elle expliquait notamment que les médailles étaient données, et non vendues, et réfutait la qualification d' "association sectaire". TF1 refusant la diffusion du droit de réponse au motif que la réponse ne répondait que partiellement aux critiques énoncées, la TFP porte plainte contre TF1. Déboutée en appel, TFP fait casser l'arrêt par la Cour de cassation, qui renvoie les parties devant la cour d'appel et fait condamner TF1 à verser à TFP 2 500 euros vu l'article 700 du Code de procédure civile.